# 刘元 (河间王)
刘元（?—?），西汉宗室，河间共王刘不周玄孙，河间孝王刘庆之子，刘良之兄。
其父河间孝王刘庆在位四十三年，驾薨。刘元於汉宣帝五凤四年（前54年）继承河间王位。刘元在位十七年，他娶原广陵厉王刘胥、厉王太子刘霸及中山怀王刘修的故姬为姬妾，汉宣帝甘露年间被冀州刺史敞弹劾，他胁迫七人自杀，被削二县。后来又杀少史留贵之母。汉元帝建昭元年（前38年），被废，河间国除，徙居房陵，病死。汉成帝建始元年（前32年），其弟刘良被复立为河间王。